# Snipe
Snipe es una clase internacional de embarcación a vela reconocida por la Federación Internacional de Vela y cuyo organismo rector es la Snipe Class International Racing Association (SCIRA). Fue diseñada por William F. Crosby en 1931.

## Características
El Snipe es una embarcación de vela ligera de la que se pueden destacar las siguientes características:
- Es una clase eminentemente táctica. No es veloz, y prima la táctica en regata, por lo que tiene un valor formativo alto. Tres de los cuatro regatistas con mayor número de medallas olímpicas de la historia, Torben Grael con cinco, Robert Scheidt con cinco, y Paul Bert Elvstrøm con cuatro, se formaron en la clase Snipe (el otro regatista con mayor número de medallas es Ben Ainslie), y cinco miembros de la clase han sido elegidos Regatista Mundial del Año de la ISAF desde la creación de este galardón en 1994 (Mark Reynolds, Robert Scheidt, Torben Grael, Anna Tunnicliffe y Santiago Lange).
- Maniobra y navega perfectamente con vientos flojos, desde fuerza 1, ya que fue diseñado especialmente para vientos suaves.
- Su coste es bajo en comparación con otras clases de prestaciones similares, y existe un gran mercado de segunda mano gracias a la política de la clase opuesta a aceptar evoluciones de medidas o materiales que puedan dejar obsoletas unidades antiguas o elevar el coste de los aparejos.
- A pesar de ser una clase muy competitiva, su sencillez de maniobra permite competir a navegantes noveles.
- Al no requerir pesos o exigencias físicas elevadas, es una clase apta para todas las edades, hombres y mujeres, convirtiéndola en la clase favorita para navegar familias enteras. Esto la hace muy entrañable y da pie a su lema registrado Serious Sailing, Serious Fun.
- En los países donde su implantación es mayor, la oferta de regatas es muy grande, por lo que se pueden completar gran número de pruebas al año.
- Su transporte es sencillo y barato.

## Historia
En una asamblea de la Florida West Coast Racing Association celebrada en Sarasota (Florida), Estados Unidos, en marzo de 1931, surgió la idea de crear una pequeña embarcación de regatas que pudiera transportarse fácilmente en un remolque. William Crosby, ingeniero naval y director de la revista "Rudder", que asistía a la asamblea, se comprometió a realizar el proyecto y a publicar los planos de dicho barco en su revista, para darle la mayor promoción posible. El nombre de Snipe (agachadiza en español), se eligió siguiendo la costumbre de Crosby de dar nombres de aves acuáticas a todos sus diseños. Se publicó en la edición de julio de 1931. El resultado fue un éxito. En el año 1932 ya se habían fabricado 150 unidades, y se formó la Snipe Class International Racing Association (SCIRA), convirtiéndose en julio de 1936 en la clase con el mayor número de embarcaciones del mundo. El primer Campeonato Mundial de la Clase se disputó en Long Island Sound (New Rochelle), Estados Unidos, en 1934, organizado por el Club de Yates de New Rochelle. Pero cuando se convirtió realmente en un verdadero Campeonato del Mundo con categoría internacional fue al término de la Segunda Guerra Mundial, en 1946, en la edición celebrada en el Lago Chautauqua, organizada por el Club de Yates del Lago Chautauqua, cuando acudieron, por primera vez, participantes de otros países, además de los estadounidenses. En 1947 se celebró la primera edición fuera de los Estados Unidos, en el Lago Lemán (Suiza), organizado por la Sociedad Náutica de Ginebra. 
En 2025 se alcanzó la cifra de 32 000 unidades. y es una de las embarcaciones de vela ligera más populares que existen, con flotas activas en 30 países, situándola en vanguardia de la vela de competición.

## Regatas

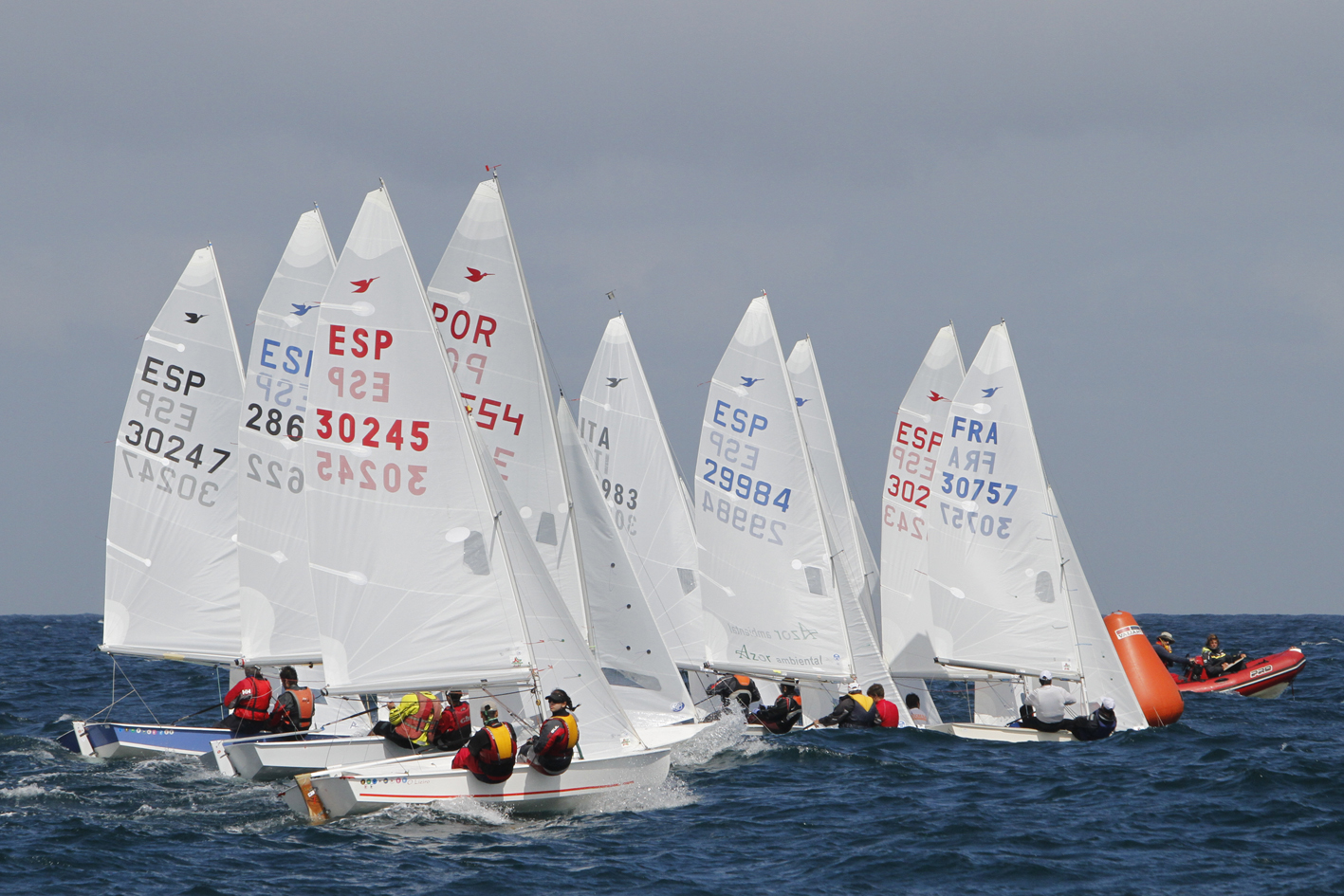
Snipes en regata.

Se trata, sin duda, de una de las clases de monotipos que organiza mayor número de regatas cada año y que ofrece mayores oportunidades de competir en diferentes niveles de dificultad según se trate de regatas locales, regionales, nacionales o internacionales.
Las competiciones más importantes son los campeonatos del mundo, tanto el absoluto (Trofeos Hub E. Isaacks y O'Leary), como los de categoría femenina (Memorial Roy Yamaguchi), juvenil (Trofeo Vieri Lasinio Di Castelvero) y veteranos (Memorial Id Crook), que se celebran cada dos años.
También cada dos años, se disputan los campeonatos internacionales de los dos hemisferios del mundo en los que se divide la clase: el Campeonato de Europa y el Campeonato del Hemisferio Occidental y Asia. 
Anualmente se celebran los campeonatos internacionales de las subdivisiones continentales: los campeonatos de América del Norte, América del Sur, Norte de Europa, Sur de Europa y Europa Central. Este último sustituyó en 2025 al Campeonato de Europa Oriental, ya que la extinción de la clase en Europa Oriental, excepto en Polonia, propició una modificación de las subdivisiones europeas en 2025. Asia, con la desaparición de la clase en Corea, solamente disputa campeonato nacional en Japón. 
También anualmente se celebran los campeonatos nacionales en los 30 países con secretarías nacionales.
| Campeonatos del Mundo (absoluto, femenino, juvenil y veteranos)                                                                              | | | |                                                |                                                |                                                                                            |                                                                                            | | | | |
| Campeonato del Hemisferio Occidental y Oriente                                                                                               | Campeonato del Hemisferio Occidental y Oriente                                                                                               | Campeonato del Hemisferio Occidental y Oriente | Campeonato del Hemisferio Occidental y Oriente | Campeonato del Hemisferio Occidental y Oriente | Campeonato del Hemisferio Occidental y Oriente | Campeonato de Europa y África                                                              | Campeonato de Europa y África                                                              | Campeonato de Europa y África | Campeonato de Europa y África | Campeonato de Europa y África | Campeonato de Europa y África |
| Campeonato de América del Norte | Campeonato de América del Norte | Campeonato de América del Sur | Campeonato de América del Sur | Oriente                                        | Oriente                                        | Campeonato del Norte de Europa                                                             | Campeonato del Norte de Europa                                                             | Campeonato del Sur de Europa | Campeonato del Sur de Europa | Campeonato de Europa Central | Campeonato de Europa Central |
| Campeonato de Estados Unidos Campeonato de Canadá Campeonato de Bahamas Campeonato de Cuba Campeonato de Puerto Rico Campeonato de Guatemala | Campeonato de Estados Unidos Campeonato de Canadá Campeonato de Bahamas Campeonato de Cuba Campeonato de Puerto Rico Campeonato de Guatemala | Campeonato de Argentina Campeonato de Brasil Campeonato de Chile Campeonato de Colombia Campeonato de Ecuador Campeonato de Perú Campeonato de Uruguay | Campeonato de Argentina Campeonato de Brasil Campeonato de Chile Campeonato de Colombia Campeonato de Ecuador Campeonato de Perú Campeonato de Uruguay | Campeonato de Japón                            | Campeonato de Japón                            | Campeonato de Dinamarca Campeonato de Finlandia Campeonato de Noruega Campeonato de Suecia | Campeonato de Dinamarca Campeonato de Finlandia Campeonato de Noruega Campeonato de Suecia | Campeonato de Austria Campeonato de Croacia Campeonato de España Campeonato de Italia Campeonato de Portugal Campeonato de Suiza | Campeonato de Austria Campeonato de Croacia Campeonato de España Campeonato de Italia Campeonato de Portugal Campeonato de Suiza | Campeonato de Alemania Campeonato de Bélgica Campeonato de Francia Campeonato de Gran Bretaña Campeonato de Lituania Campeonato de Países Bajos Campeonato de Polonia | Campeonato de Alemania Campeonato de Bélgica Campeonato de Francia Campeonato de Gran Bretaña Campeonato de Lituania Campeonato de Países Bajos Campeonato de Polonia |

Otras regatas internacionales sancionadas por la SCIRA son la Copa de Europa, el Campeonato Ibérico y el Circuito de Invierno Americano.

### Eventos multideportivos
El Snipe es, o ha sido, una de las clases incluidas en los siguientes eventos multideportivos:
- Juegos Panamericanos
- Juegos Suramericanos
- Juegos Suramericanos de Playa
- Juegos Centroamericanos y del Caribe
- Juegos Bolivarianos
- Juegos Bolivarianos de Playa
- Juegos Mediterráneos (Barcelona 1955 y Nápoles 1963)

### Regatas nacionales

#### Argentina
Las regatas más importantes son:
- El Campeonato Argentino
- El Gran Prix Nacional (GPN), que consta de varias pruebas organizadas por diferentes flotas (ocho en 2017).
- Los Eventos Principales (EP): Semana de Buenos Aires (Yacht Club Argentino), Grand Prix Internacional Luis Alberto Cerrato (Yacht Club Olivos), Campeonato San Isidro Labrador (Club Náutico San Isidro), Semana del Yachting (Club Náutico Mar del Plata) y Semana de la Bandera (Yacht Club Rosario).

#### España
Las regatas más importantes son las que forman parte del Circuito Nacional, que incluye las dos grandes competiciones españolas, el Campeonato de España y la Copa de España, además del Campeonato Ibérico y de otras pruebas repartidas por la península ibérica, Canarias y las Islas Baleares.

#### Estados Unidos
La competición más importante de los Estados Unidos es el Campeonato Nacional. Le siguen en importancia las regatas que conforman un circuito denominado Minneford Series o "US Highpoint Championship Series" que puntúa para un ranking anual de patrones y otro de tripulantes.  
Los 6 distritos en los que se divide territorialmente la clase en Estados Unidos celebran anualmente campeonatos de distrito, y, además, existen tres campeonatos zonales muy tradicionales, que son el campeonato de la costa atlántica, el campeonato de la costa pacífica y el campeonato suroccidental. 
Otra competición destacada es la que se celebra en tres fines de semana consecutivos durante el invierno, denominada "Circuito de Invierno", que consta de dos pruebas en Florida (EE. UU.) y una en Nasáu (Bahamas):
- Campeonato Midwinter en el Club de Yates de Clearwater
- Regata Don Q Rum Keg en el Club de Vela de Coconut Grove
- Copa Bacardi, Gamblin & Kelly en el Real Club de Vela de Nasáu

#### Italia
Las regatas más importantes son:
- El Campeonato Italiano
- La Coppa Duca di Genova que incluye varias regatas denominadas Regata Nazionale organizadas por diferentes flotas del país (cuatro en 2017: Santa Marinella, Punta Ala, Caldonazzo y Pescara).
- El Campeonato del Adriático.

#### Portugal
Su regata anual más importante es el Campeonato Nacional Portugués, y le siguen en importancia las regatas consideradas Prova de Apuramento do Nacional (PAN). Organizan también el Campeonato Ibérico cada dos años en alternancia con España. Otra competición muy arraigada es el Troféu Maria Guedes de Queiroz para tripulaciones mixtas que organiza el Club Naval de Cascaes.